# Atsushi Kotoge
Atsushi Kotoge (小峠 篤司, Kotōge Atsushi), né le 18 octobre 1985 à Kaizuka, Osaka, Japon est un catcheur japonais, qui est principalement connu pour son travail à la Pro Wrestling NOAH.

## Carrière

### Osaka Pro Wrestling (2006-2013)

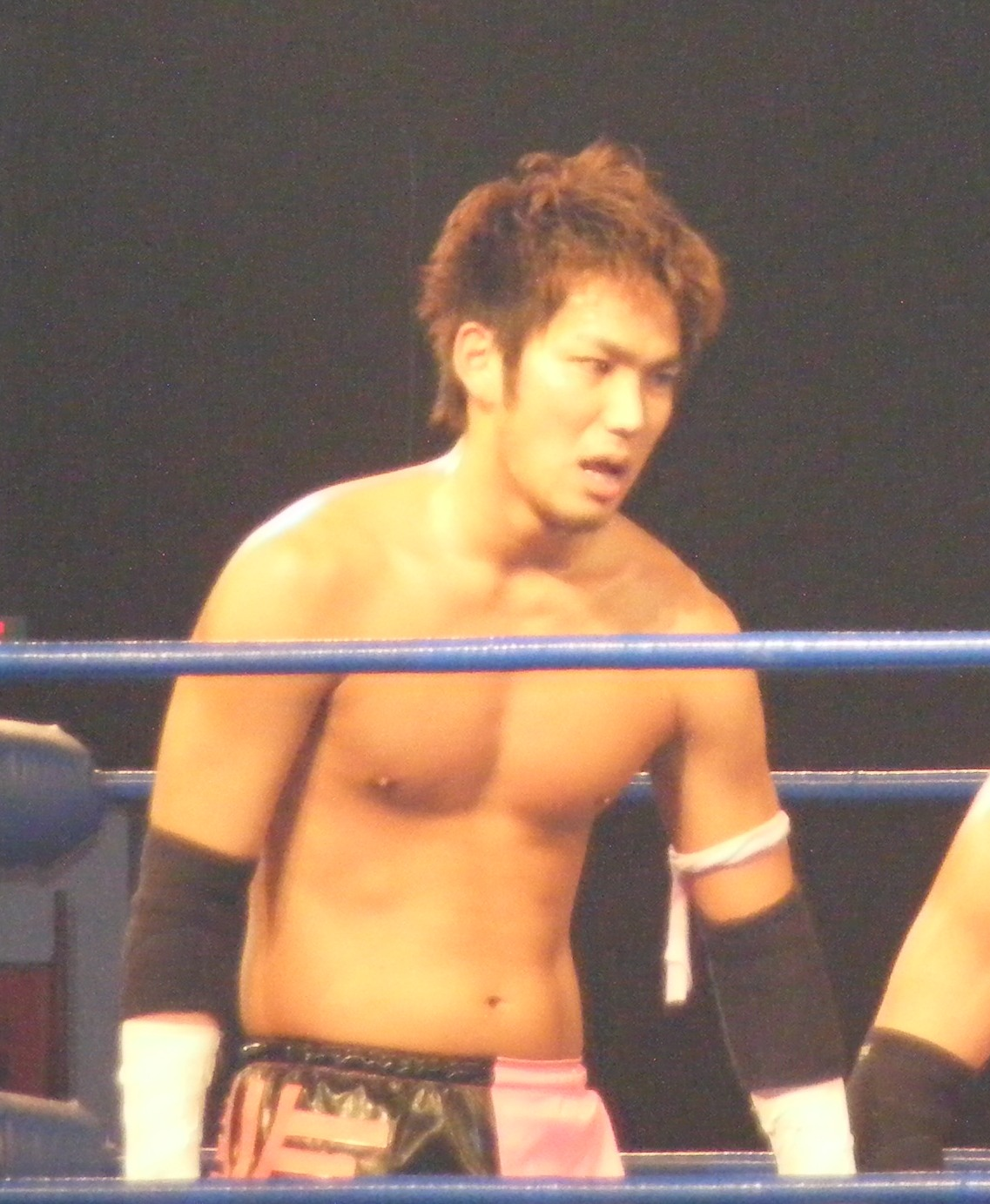
Kotoge en Avril 2011

Le 22 janvier 2012, ils perdent contre Atsushi Aoki et Kotarō Suzuki et ne remportent pas les GHC Junior Heavyweight Tag Team Championship.

### Chikara (2010–2011)
Le 7 octobre, lui et Daisuke Harada perdent contre FIST (Chuck Taylor et Johnny Gargano) et ne remportent pas les CHIKARA Campeonatos de Parejas à cause d'une intervention de Icarus.

### Pro Wrestling NOAH (2013-...)

#### Junior Heavyweight (2012–2016)
Le 1er mai 2012, Kotoge est apparu lors d'une conférence de presse, où il a été officiellement présenté comme le plus récent signataire de la Pro Wrestling Noah. Le 6 mai, il perd son premier match sous contrat avec la Noah contre Gō Shiozaki.
Le 21 mars 2014, lui et Taiji Ishimori battent Yoshinari Ogawa et Zack Sabre, Jr. et remportent les GHC Junior Heavyweight Tag Team Championship. Le 12 avril, ils perdent les titres contre Yoshinari Ogawa et Zack Sabre, Jr.. Le 19 avril, il perd contre Daisuke Harada et ne remporte pas le GHC Junior Heavyweight Championship. Le 5 juillet, lui et Taiji Ishimori battent Yoshinari Ogawa et Zack Sabre, Jr. et remportent les GHC Junior Heavyweight Tag Team Championship pour la deuxième fois. Le 12 octobre, ils perdent les titres contre Hajime Ohara et Kenoh. Le 6 décembre, il bat Daisuke Harada et remporte le GHC Junior Heavyweight Championship,. Le 24 janvier 2015, il conserve son titre contre Daisuke Harada. Le 15 mars, il perd le titre contre Taichi,. Le 10 mai, il perd contre Taichi et ne remporte pas le GHC Junior Heavyweight Championship,. Il participe à la Lucha Libre World Cup 2015 de la Asistencia Asesoría y Administración en tant que membre de la "Team Noah" aux côtés de Taiji Ishimori et Yoshihiro Takayama, en perdant contre The Dream Team (Alberto El Patrón, Myzteziz et Rey Mysterio Jr) dès le premier tour du tournoi.
Le 4 octobre, lui et Daisuke Harada battent Suzuki-gun (El Desperado et Taka Michinoku) et remportent les GHC Junior Heavyweight Tag Team Championship, devenant les premiers lutteurs de la Noah à récupérer l'un des quatre titres GHC des mains de Suzuki-gun,. Le 23 décembre, ils conservent leur titre contre Suzuki-gun (El Desperado et Taka Michinoku). Le 31 janvier 2016, ils conservent leur titre contre Suzuki-gun (Taichi et Taka Michinoku). Le 19 février, ils conservent leur titre contre Suzuki-gun (Taichi et Yoshinobu Kanemaru),. Le 19 mars, ils perdent les titres contre Hajime Ohara et Kenoh.
Le 23 septembre, il bat Yoshinobu Kanemaru et remporte le GHC Junior Heavyweight Championship pour la deuxième fois. Le 8 octobre, lui et Daisuke Harada perdent les GHC Junior Heavyweight Tag Team Championship contre Gedo et Jado. Le 23 octobre, il conserve le GHC Junior Heavyweight Championship contre Yoshinobu Kanemaru. Le 22 novembre,  il conserve son titre contre Daisuke Harada. Le 2 Décembre, il conserve son titre contre Taichi. Le 24 Décembre, lui et Daisuke Harada battent Gedo et Jado et remportent les GHC Junior Heavyweight Tag Team Championship pour la troisième fois. Après la victoire, Kotoge a déclaré qu'il voulait se joindre à la division des poids lourds en 2017.

#### Heavyweight (2017–2019)
Le 7 janvier 2017, il fait ses débuts chez les Heavyweight dans un Tag Team Match où lui et Naomichi Marufuji perdent contre Gō Shiozaki et Maybach Taniguchi et ne remportent pas les GHC Tag Team Championship. Le 12 mars, il perd contre Eddie Edwards,. Le 26 août, il remporte son premier titre chez les Heavyweight quand lui et Gō Shiozaki battent Naomichi Marufuji et Maybach Taniguchi et remportent les GHC Tag Team Championship. Lors de Great Voyage 2017 in Yokohama Vol. 2, ils perdent les titres contre 50 Funky Powers (Muhammad Yone et Quiet Storm).
Le 25 juin, il perd contre Katsuhiko Nakajima et ne remporte pas le GHC Heavyweight Championship,.

#### Retour à La Division Junior Heavyweight (2019–...)
Le 16 septembre, il bat Daisuke Harada et remporte le IPW:UK Junior Heavyweight Championship.
Le 29 mars 2020, ils perdent les titres contre RATEL'S (HAYATA et Yo-Hey) et plus tard dans la soirée, Stinger se dissout après que Kotarō Suzuki se soit retourné contre Yoshinari Ogawa.
Le 23 septembre, Yo-Hey se retourne contre son partenaire Daisuke Harada. Full Throttle est ensuite allé l'aider, avec seulement Kotoge qui monte sur le ring pour l'aider, tandis que Ohara et Yoshioka sont au bord du ring. Cela conduit Kotoge à reformer Momo no Seishun Tag avec Harada, il se fait donc expulser de Full Throttle et remplacer par Yo-Hey. Kotoge et Harada défient ensuite Stinger (HAYATA et Yoshinari Ogawa) à un match pour les GHC Junior Heavyweight Tag Team Championship. Le 11 octobre, ils réussissent à battre HAYATA et Yoshinari Ogawa pour remporter les GHC Junior Heavyweight Tag Team Championship pour la quatrième fois, devenant l'équipe à avoir remporté le plus de fois ces titres.
Lors de Cross Over 2021 In Hiroshima, lui et Hajime Ohara battent Stinger (Seiki Yoshioka et Yuya Susumu) pour remporter les GHC Junior Heavyweight Tag Team Championship. Lors de Grand Square 2021 In Osaka, ils perdent les titres contre Los Perros del Mal de Japón (Eita et Nosawa Rongai).
Lors de Gain Control 2022 In Nagoya, lui et Yo-Hey battent Stinger (HAYATA et Yuya Susumu) et remportent les vacants GHC Junior Heavyweight Tag Team Championship. Lors de Great Voyage In Fukuoka 2022, ils conservent leur titre contre Los Perros del Mal de Japón (Kotarō Suzuki et Nosawa Rongai).
Lors de Majestic 2022 - N Innovation, ils perdent leur titre contre Stinger (Yoshinari Ogawa et Chris Ridgeway),.

## Palmarès
- Dragon Gate
  - 1 fois Open the Triangle Gate Championship avec Daisuke Harada et Yo-Hey

- International Pro Wrestling: United Kingdom
  - 1 fois IPW:UK Junior Heavyweight Championship

- Osaka Pro Wrestling
  - 2 fois Osaka Pro Wrestling Championship
  - 3 fois Osaka Pro Wrestling Tag Team Championship avec Daisuke Harada
  - 1 fois UWA World Trios Championship avec Daisuke Harada et Takoyakida

- Pro Wrestling NOAH
  - 3 fois GHC Junior Heavyweight Championship
  - 11 fois GHC Junior Heavyweight Tag Team Championship avec Taiji Ishimori (2), Daisuke Harada (4), Kotarō Suzuki (1), Hajime Ohara (1), Yo-Hey (1) et Seiki Yoshioka (2)
  - 1 fois GHC Tag Team Championship avec Gō Shiozaki
  - NTV G+ Cup Junior Heavyweight Tag League (2015) avec Daisuke Harada

## Récompenses des magazines
- Pro Wrestling Illustrated

| Année | 2014 | 2015 à 2016 | 2017 | 2018 | 2019 | 2020       | 2021 | 2022 |
| ----- | ---- | ----------- | ---- | ---- | ---- | ---------- | ---- | ---- |
| Rang  | 199  | Non classé  | 260  | 248  | 294  | Non classé | 330  | 165  |